# Salgueirais
Salgueirais ist ein Ort und eine ehemalige Gemeinde (Freguesia) im portugiesischen Kreis Celorico da Beira. Die Gemeinde hatte 114 Einwohner (Stand 30. Juni 2011).
Am 29. September 2013 wurden die Gemeinden Salgueirais, Cortiçô da Serra und Vide Entre Vinhas zur neuen Gemeinde União das Freguesias de Cortiçô da Serra, Vide Entre Vinhas e Salgueirais zusammengeschlossen.